# Editorial Símbolo
Editorial Símbolo fue una editorial española de pequeño tamaño y ubicada en Barcelona, que se dedicó a la producción de cuadernos de aventuras y novela popular durante la primera mitad de la década de 1950. Se la recuerda, sin embargo, por la revista Alex (1955), pionera de las monografías en su país.

## Colecciones
| Título      | Año  | Guionista | Dibujante        | Números | Tamaño  |
| ----------- | ---- | --------- | ---------------- | ------- | ------- |
| Chicolino   | 1952 | Varios    | Varios           | 36.     | 24 x 17 |
| Comando Roy | 1954 |           | Rafael Cortiella |         |         |